# Réseau ferré national (Luxembourg)
Pour les articles homonymes, voir Réseau ferré national.

Le réseau ferroviaire du Luxembourg en 2025.

Au Luxembourg, le réseau ferré national (RFN) est constitué des lignes de chemin de fer et infrastructures ferroviaires appartenant à l'État.
La Société nationale des chemins de fer luxembourgeois (CFL) en est l'exploitant depuis sa création en 1946 et en fut le propriétaire jusqu'en 1995 où la loi en a transféré la propriété à l'État luxembourgeois. Ce dernier a aussi racheté en 2007 le réseau ferré tertiaire, le réseau ferroviaire industriel d'ArcelorMittal.
Ce réseau est construit sur l'unification des réseaux de la Société royale grand-ducale des chemins de fer Guillaume-Luxembourg et de la Société anonyme luxembourgeoise des chemins de fer et minières Prince-Henri qui, pour la première en déléguait l'exploitation à d'autres compagnies — françaises et allemandes au fil des changements de souveraineté de l'Alsace-Lorraine puis de la nationalisation du réseau ferré français — et pour la seconde qui l'exploitait directement. L'unification a été dans les faits réalisée sous l'occupation par la Deutsche Reichsbahn.
Comme on peut le voir sur la carte ci-contre, la partie sud-ouest de ce réseau, limitée par les lignes de Luxembourg à Kleinbettingen-frontière (vers Arlon et Namur) et de Luxembourg à Bettembourg-frontière (vers Thionville et Metz) est très dense tandis que le reste du réseau s'articule autour des deux antennes de Luxembourg à Troisvierges-frontière (vers Liège) et de Luxembourg à Wasserbillig-frontière (vers Trèves et Coblence). Depuis 2018, tout le réseau est électrifié en 25 kV 50 Hz à l'exception d'une ligne industrielle non électrifiée de 13 km (en pointillé sur la carte, au sud-ouest d'Ettelbruck).

## Histoire

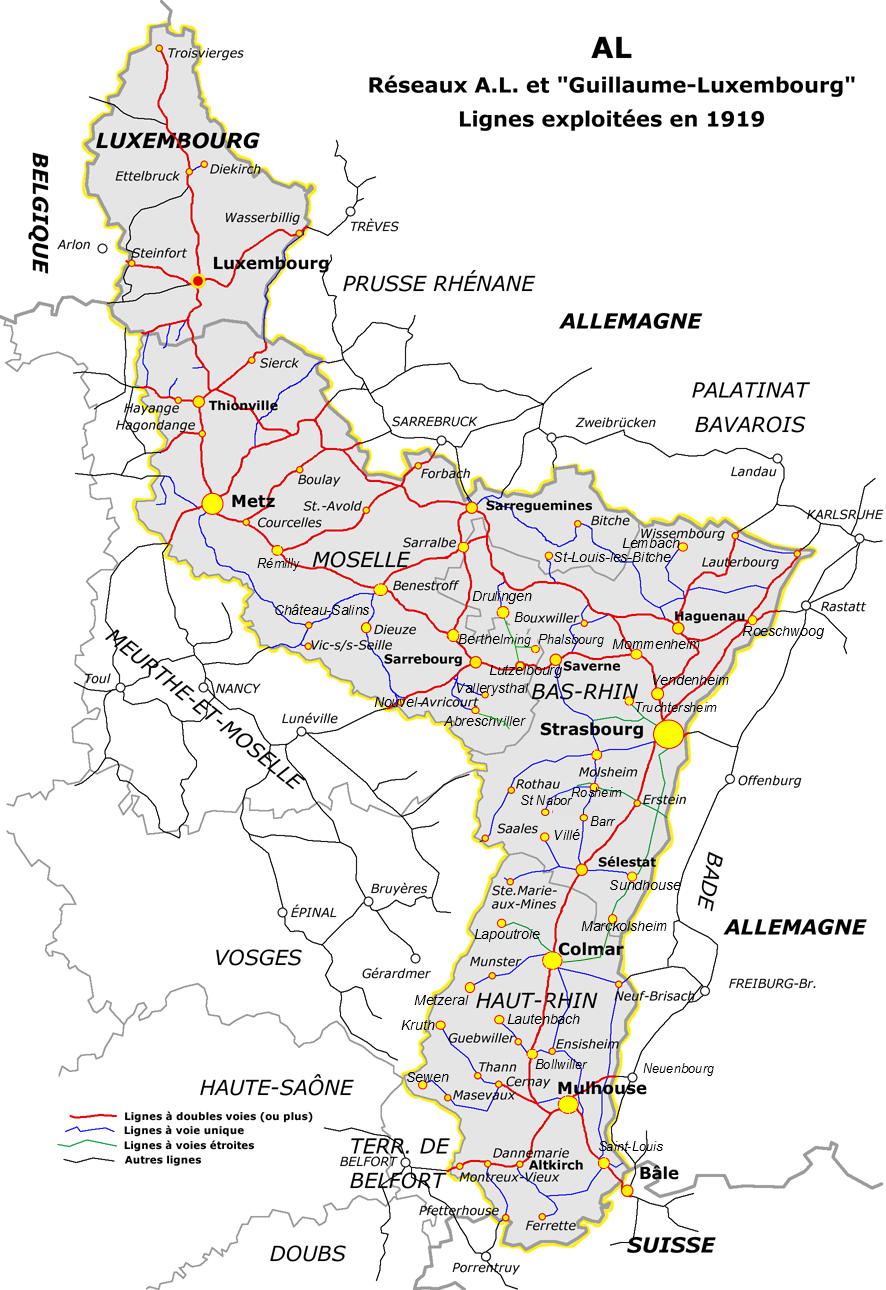
Réseaux Alsace-Lorraine et Guillaume-Luxembourg en 1919.

Cette section est un bref résumé de l'histoire du réseau ferré national du Luxembourg.

### Sous les anciennes compagnies
Les premières lignes de chemin de fer au Luxembourg furent inaugurées le 4 octobre 1859. Elles faisaient partie de la liaison internationale de la Belgique vers la France. D'autres lignes principales furent construites par la suite vers la frontière allemande et vers le nord du pays. Ces lignes étaient concédées à la Société royale grand-ducale des chemins de fer Guillaume-Luxembourg, créée en 1857. L'exploitation était assurée par la puissante Compagnie des chemins de fer de l'Est, compagnie exploitant le réseau ferroviaire de l'est de la France.
À partir de 1872, le réseau luxembourgeois est exploité par la Direction générale impériale des chemins de fer d'Alsace-Lorraine (Kaiserliche Generaldirektion der Eisenbahnen in Elsass-Lothringen ou EL) à la suite de l'annexion de l'Alsace-Lorraine à l'Empire allemand.
En 1873, un second réseau ferroviaire voit le jour dans les Terres Rouges, exploité par la Compagnie des chemins de fer Prince-Henri puis, après sa faillite en 1877, par la Société anonyme luxembourgeoise des chemins de fer et minières Prince-Henri qui poursuivra la construction et l'exploitation — au contraire du GL qui déléguait l'exploitation de son réseau — du réseau des années 1880 à 1900, à travers le sud du pays ainsi que par quelques lignes dans le nord et l'ouest.
Les années 1880 à 1900 virent aussi l'émergence d'un réseau de lignes de chemins de fer à voie étroite, concédées et/ou exploitées par trois compagnies : Société anonyme des chemins de fer cantonaux luxembourgeois (CC), des Chemins de fer vicinaux (CV) et la Société des chemins de fer secondaires luxembourgeois (CSL). La Société anonyme luxembourgeoise des chemins de fer et minières Prince-Henri est elle aussi exploitante voir concessionnaire de lignes à voie étroite au cours du XXe siècle.
La Compagnie des chemins de fer de l'Est ne voulut pas reprendre l'exploitation des lignes d'Alsace-Lorraine redevenues françaises au sortir de la Première Guerre mondiale et qui avaient été mises aux normes allemandes (signalisation et circulation à droite) ; or ce réseau incluait les lignes luxembourgeoises. C'est ainsi que l'Administration des chemins de fer d'Alsace et de Lorraine (AL) est créée le 19 juin 1919 pour reprendre ces lignes.
Les années 1930 voient l'unification du réseau à voie étroite sous la houlette de l'État via les Chemins de fer à voie étroite (CVE).
Le 1er janvier 1938, le réseau Guillaume-Luxembourg entre dans le giron de la nouvelle Société nationale des chemins de fer français (SNCF) mais dès 1940, celui-ci est exploité par la Deutsche Reichsbahn (DR), qui confisque les réseaux des différentes compagnies au profit du Troisième Reich.

### Sous les CFL
Au lendemain de la Seconde Guerre mondiale, les anciennes compagnies ne sont pas en mesure de reprendre l'exploitation et la SNCF n'est guère intéressée par le réseau luxembourgeois, et ce d'autant moins qu'elle doit reconstruire son propre réseau, fortement endommagé par les combats et les bombardements. L'État luxembourgeois ne souhaitant pas non plus que la Deutsche Reichsbahn continue d'exploiter le réseau qu'elle avait confisqué — et unifié —, il décide le 24 mai 1945 de l'exploiter directement à titre provisoire.
La Société nationale des chemins de fer luxembourgeois (CFL) est finalement créée le 14 mai 1946 et gère désormais l'ensemble des lignes de chemins de fer du pays, en dehors de quelques lignes industrielles privées (comme celles de l'Arbed).
Très rapidement, elle se consacre à reconstruire le réseau, telle la ligne du Nord lourdement endommagée durant le conflit et devenue inutilisable, et fait progressivement fermer au cours des années 1940 et 1950 les lignes à voie étroite, peu rentables et déficitaires.
Elle lance au cours des années 1950 l'électrification du réseau, qui s'étalera jusqu'au début du XXIe siècle et fait fermer au cours des années 1960 les lignes secondaires à voie normale du nord du pays.
Propriété des CFL depuis sa création, le réseau ferré national est transféré à l'État en 1995, les CFL ne devenant plus qu'exploitant et gestionnaire. Enfin, la loi du 18 décembre 2006 a autorisé l'État à racheter les infrastructures ferroviaires privées du groupe ArcelorMittal, ce qui est effectif l'année suivante ; ce réseau est appelé depuis le réseau ferré tertiaire,.

## Le réseau

### Généralités
L'État luxembourgeois est propriétaire des lignes et infrastructures ferroviaires au grand-duché à l'exception :
- du tramway de Luxembourg ;
- du funiculaire Pfaffenthal-Kirchberg ;
- de la partie française de la ligne d'Esch-sur-Alzette à Audun-le-Tiche (ligne 6e), dépendant du réseau ferré français sous le numéro d'infrastructure 196 300 et est la propriété de l'État français ; en revanche, la partie française de la ligne 6b de Bettembourg à Dudelange-Usines dépend bel et bien du réseau ferré luxembourgeois[6] ;
- de la ligne touristique à voie normale Pétange - Fond-de-Gras - Doihl (Train 1900) ;
- de la ligne touristique à voie étroite (700 mm) de Fond-de-Gras à Lasauvage dite Minièresbunn ;
- de plusieurs dizaines d'embranchements particuliers privés desservant des chargeurs (usines, entrepôts, etc.) ;
- des bâtiments voyageurs, maisons de gardes-barrières et postes d'aiguillages désaffectés et revendus à des particuliers.

### Consistance du réseau
En 2015, le réseau ferré du Luxembourg compte 275 km de lignes dont 154 km de lignes à double voie, 121 km de lignes à voie unique, 262 km de lignes électrifiées et 13 km de lignes non électrifiées.
Le tout représente un total de 621 km de voies (451 km de voies principales et 170 km de voies de services), dont 590 km sont électrifiées en courant alternatif monophasé 25 000 V – 50 Hz (il n'y a plus de sections en 3 000 V au Luxembourg depuis 2018). Seule la ligne 2b n'est pas électrifiée.
Le réseau compte également 994 aiguillages et 40 embranchements particuliers. L'écartement des rails est de 1 435 mm (voie normale).
Les trains circulent du côté droit sur les lignes à double voie du réseau ferré national, excepté sur la ligne 5 entre Luxembourg et la frontière entre la Belgique et le Luxembourg. Cette situation est liée à l'annexion de l'Alsace-Lorraine à l'Allemagne, dont son réseau ferroviaire était exploité par la même compagnie que le réseau de la société royale grand-ducale des chemins de fer Guillaume-Luxembourg. Les normes en vigueur sur le réseau ferré allemand perdurent encore aujourd'hui, comme en Alsace-Moselle.
La signalisation ferroviaire luxembourgeoise, d'inspiration allemande et française, utilise des signaux lumineux implantés sur le bord de la voie qui dépendent du cantonnement. Il n'y a quasiment plus de signalisation mécanique, elle subsiste notamment hors RFN, sur la ligne touristique Pétange - Fond-de-Gras - Doihl. La vitesse est contrôlée par le système Memor II+, installé de façon temporaire et dont le retrait aura lieu en 2019. Avec l'uniformisation de la signalisation ferroviaire en Europe, le réseau luxembourgeois est doté, pour remplacer le Memor II+, de la signalisation ETCS de niveau 1, l'ETCS est une composante de l'ERTMS.
Les lignes sont équipés à partir de 2018 du système global de communication mobile pour les voies ferrées (GSM-R), une autre composante de l'ERTMS,.
La gare française de Volmerange-les-Mines, exploitée par les CFL, est reliée uniquement au réseau luxembourgeois. Une autre gare française, Audun-le-Tiche, est également exploitée par les CFL et dont seule la ligne la reliant au réseau luxembourgeois est encore en service.

### Ouverture du réseau à la concurrence
Dans le transport ferroviaire, l'ouverture à la concurrence - ou libéralisation - désigne couramment la possibilité pour différentes entreprises de proposer leurs services de transport à des clients. En Europe, la gestion du réseau ferré est reconnue comme relevant d'un monopole naturel et les installations du réseau ferré comme une infrastructure essentielle dont l'accès est indispensable aux entreprises ferroviaires.
Sans ouverture du réseau à plusieurs entreprises de transport, il ne pourrait y avoir de concurrence possible entre elles. La reprise par l'État de la propriété du réseau en 1995 est un pas majeur en vue de cette libéralisation.
Au-delà des aspects généraux concernant l'ouverture à la concurrence du transport ferroviaire au Luxembourg, l'ouverture du réseau se caractérise par :
- la publication d'un document de référence du réseau, exposant en particulier les modalités d'accès au réseau et le barème tarifaire de son utilisation ;
- la réception, le traitement et la réponse aux demandes de sillons de la part des différentes entreprises ferroviaires selon un processus unique et non discriminatoire assuré par l'administration des chemins de fer ;
- l'information des entreprises ferroviaires sur leurs circulations (modifications des horaires, incidents, etc.).

## Liste des lignes

### Liste des lignes en activité
La liste exhaustive des lignes du RFN est la suivante:
- Ligne 1 Luxembourg - Troisvierges-frontière/Gouvy-frontière (B) (ligne du Nord) ;
- Ligne 1a Ettelbruck - Diekirch (ligne de la Sûre) ;
- Ligne 1b Kautenbach - Wiltz ;
- Ligne 2b Ettelbruck - Bissen (ligne de l'Attert, trafic fret uniquement) ;
- Ligne 3 Luxembourg – Wasserbillig-frontière/Igel-frontière (D) via Sandweiler - Contern ;
- Ligne 4 Luxembourg - Berchem - Oetrange (trafic fret uniquement) ;
- Ligne 5 Luxembourg - Kleinbettingen-frontière/Sterpenich-frontière (B) ;
- Ligne 6 Luxembourg - Bettembourg-frontière/Zoufftgen-frontière (F) ;
- Ligne 6a Bettembourg - Esch-sur-Alzette ;
- Ligne 6b Bettembourg - Dudelange-Usines (Volmerange-les-Mines) (ligne allant en France mais non reliée au réseau français) ;
- Ligne 6c Noertzange - Rumelange ;
- Ligne 6d Tétange - Langengrund ;
- Ligne 6e Esch-sur-Alzette - Audun-le-Tiche (sauf partie française, dépendant du réseau ferré français bien que non reliée au reste du réseau français) ;
- Ligne 6f Esch-sur-Alzette - Pétange ;
- Ligne 6g Pétange - Rodange-frontière/Aubange-frontière (B) ;
- Ligne 6h Pétange - Rodange-frontière/Mont-Saint-Martin frontière (F) ;
- Ligne 6j Pétange - Rodange-frontière/Athus-frontière (B) ;
- Ligne 6k Brucherberg - Scheuerbusch (trafic fret uniquement) ;
- Ligne 7 Luxembourg - Pétange.

Les anciennes gares-frontières de Sterpenich (Belgique) et Zoufftgen (France) ne sont plus ouvertes au trafic voyageurs.
Cette numérotation des lignes au sens d'infrastructure ne doit en aucun cas être confondue avec l'ancienne numérotation commerciale des lignes CFL (10, 30, 50, 60, 70 et 90) abandonnée en 2024, bien que le chiffre des dizaines se réfère, à l'exception de la ligne 90, à l'infrastructure empruntée. Par exemple, les relations commerciales exploitées sous l'indice 60 empruntent les diverses lignes dont le numéro d'infrastructure est le 6 (6, 6a, 6b, etc.).

### Liste des lignes en construction
- Ligne nouvelle de Luxembourg à Bettembourg

### Liste des lignes en projet
- Raccordement Differdange-Bascharage[12]

### Liste des lignes du réseau tertiaire
En plus des lignes du réseau ferré national, le pays compte le réseau tertiaire, lui aussi à voie normale, constitué du réseau ferroviaire industriel d'ArcelorMittal desservant ses sites de Differdange, d'Esch-Belval et d'Esch-Schifflange, racheté par l'État par une loi de 2006 et entrée en vigueur en 2007, :
- ligne industrielle entre les sites de Differdange et d'Esch-Belval ;
- ligne industrielle entre les sites d'Esch-Schifflange et d'Esch-Belval (fermée à tout trafic et en partie déposée).

Par le passé, l'Arbed, ancêtre d'Arcelor puis d'ArcelorMittal, exploitait deux autres lignes industrielles à voie normale aujourd'hui déferrées :
- ligne industrielle entre les sites d'Esch-Belval et des Terres Rouges ;
- ligne industrielle entre les sites d'Esch-Schifflange et des Terres Rouges.

### Liste des lignes fermées
La liste ci-dessous dresse l'inventaire des lignes à voie normale fermées à tout trafic :
- Section de Wiltz à la frontière belge, de la ligne de Kautenbach à la frontière belge ;
- Section de Diekirch à Grevenmacher de la ligne de la Sûre, moins la partie réactivée comme embranchement pour le port de Mertert et rattachée depuis à la ligne 3 ;
- section de Pétange à Bissen de la ligne de l'Attert (dont ligne 2a) ;
- Section de Rumelange à Rumelange-Ottange de la ligne 6c ainsi que la section reliant cette dernière à la ligne française de Boulange à Rumelange - Ottange ;
- Section de Troisvierges à Wilwerdange-frontière de la Vennbahn (ligne belge pénétrant au Luxembourg, mais dont la partie grand-ducale relevait du réseau Guillaume-Luxembourg[13]).

La liste des anciennes lignes à voie métrique est la suivante :
- Ligne de Luxembourg à Remich (Jhangeli) ;
- Ligne de Cruchten à Larochette ;
- Ligne de Diekirch à Vianden (Benny) ;
- Ligne de Noerdange à Martelange ;
- Ligne de Bettembourg à Aspelt ;
- Ligne de Luxembourg à Echternach (Charly) ;
- Ligne de Grundhof à Beaufort ;
- ligne de Larochette aux carrières d'Ernzen (trafic fret uniquement).

Toujours hors RFN, on peut citer dans les lignes fermées les nombreuses lignes minières à voie étroite desservant les mines aujourd'hui fermées ; seule la ligne touristique Minièresbunn Fond-de-Gras – Lasauvage (écartement 700 mm), elle-même en correspondance avec la ligne Pétange - Fond-de-Gras - Doihl à voie normale du train 1900, est la seule de ces lignes encore en activité. 

### Hors RFN
Il existe un train miniature à passagers, le chemin de fer Lankelz (écartement 184 mm).